# Pierre-Alexandre Adolphe Jullien
Pierre-Alexandre Adolphe Jullien (París el 13 de febrero de 1803 - 1 de marzo de 1873) fue un ingeniero francés especializado en la construcción de puentes de hierro. Conocido por haber realizado trabajos en el Canal lateral al Loira. Condecorado con la Légion d'honneur (el 31 de mayo de 1851).

## Biografía
Nace Adolfe en París, hijo de Marco Antoine Jullien, un ingeniero militar. Estudia a los 18 años en la Politécnica de París (promoción del 1831). Se encarga de realizar obras civiles de puentes, como el Pont-canal du Guétin. Fue uno de los primeros ingenieros encargados de la distribución de la Estación de Mediodía en Madrid.